# Lebedo
Lebedo (greco: Λέβεδος, Lébedos; latino: Lebedus) era un'antica città greca della Ionia, in Asia Minore (odierna Turchia).

## Geografia
Lebedo era situata all'interno della piccola penisola dove era posta Clazomene, fra le città di Teo e Colofone. Più precisamente, Strabone situava Lebedo sulla costa della Lidia, alla distanza di 90 stadi (16,65 km) a est di Capo Mionneso a e 120 stadi (22,2 km) a ovest di Colofone. La località corrisponde alla moderna penisola di Kisik fra le grandi spiagge di Guemuelder e di Uerkmez, nelle vicinanze dell'attuale città turca di Izmir (Smirne).

## Storia
Secondo Pausania, Lebedo sarebbe stata strappata ai Cari dagli Ioni, guidati da Andremone figlio di Codro; secondo Strabone sarebbe stata fondata invece da Andropompo, il padre di Codro, che l'avrebbe battezzata Artis. 
La città divenne famosa nel VII secolo a.C. sia per le sue sorgenti termali che per i suoi templi, dedicati ad Apollo e a Dioniso. Partecipò alla rivolta ionia contro l'impero degli Achemenidi. La città fece parte della Lega delio-attica, alla quale contribuiva con ben tre talenti, una somma molto alta per una città piccola. Lebedo infatti era molto piccola e attorno al 300 a.C., sotto il dominio di Antigono Monoftalmo nella regione, Lebedo avrebbe dovuto essere distrutta e gli abitanti trasferiti a Teo affinché quest'ultima ne fosse potenziata. Più tardi, nel 288 a.C., le abitazioni di Lebedo, assieme a quelle di Colofone, vennero effettivamente distrutte e gli abitanti delle due località trasferiti nella nuova Efeso, ribattezzata "Arsinoeia" da Lisimaco. Lebedo fu ricostruita nell'antica sede forse dalla Dinastia tolemaica e rifiorì col nuovo nome di Πτολεμαῖς (Tolemaide), che conservò dal 206 al 190 a.C. Passò agli Attalidi, in conseguenza della battaglia di Magnesia (190 a.C.) e dal 133 a.C. fu inglobata nella provincia romana dell'Asia.

## Sede titolare di Lebedo
Labedo fu sede vescovile fino al XIII secolo, suffraganea dell'Arcidiocesi di Efeso; poi decadde. Sono noti i nomi di tre soli vescovi.